# Asakura Nobumasa
Asakura Nobumasa (朝倉 宣正?; 1573 – 2 marzo 1637) è stato un daimyō giapponese della fine del periodo Sengoku e inizio di quello Edo.

## Biografia
Figlio di Asakura Arishige e nipote di Asakura Yoshikage, nacque in contemporanea con la caduta del clan Asakura nel 1573.
Servì, assieme ai servitori Asakura rimasti, prima il clan Oda, poi Toyotomi Hideyoshi e infine Tokugawa Ieyasu. Con la conquista di Odawara divenne servitore di Tokugawa Hidetada su ordine di Ieyasu. Durante la battaglia di Sekigahara del 1600 si schierò con l'armata Orientale e nel 1615 fu partecipò all'assedio di Osaka. Fu premiato inizialmente con piccoli feudi ma nel 1625 gli fu concesso il dominio di Kakegawa (25.000 koku) nella provincia di Tōtōmi. 
Tuttavia nel 1632 fu coinvolto in uno scandalo e venne esiliato a Kōriyama, dove morì.